# Пушкинское сельское поселение (Крым)
Пушкинское се́льское поселе́ние (укр. Пушкінське сільське поселення, крымскотат. Есеники кой юрту) — муниципальное образование в северной части Советского района Республики Крым России.
Административный центр — село Пушкино.

## География
Находится на юго-востоке района, в степном Крыму, в долине реки Восточный Булганак.

## Население
| 2001  | 2014  | 2015  | 2016  | 2017  | 2018  | 2019  |
| ----- | ----- | ----- | ----- | ----- | ----- | ----- |
| 1681  | ↘1335 | ↗1337 | ↗1349 | ↘1339 | ↘1323 | ↗1325 |
| 2020  | 2021  |       |       |       |       |       |
| ↘1323 | ↗1550 |       |       |       |       |       |

## Состав сельского поселения
| № | Населённый пункт | Тип населённого пункта       | Население |
| - | ---------------- | ---------------------------- | --------- |
| 1 | Пушкино          | село, административный центр | ↘1098     |
| 2 | Маковка          | село                         | ↘237      |

## История
В 1923 году был образован Эссен-Экинский сельсовет, переименованный в 1945 году в Пушкинский сельский совет) Феодосийского района. В 1964 году он был упразднён и восстановлен в 1977 году.
Статус и границы Пушкинского сельского поселения установлены Законом Республики Крым от 5 июня 2014 года № 15-ЗРК «Об установлении границ муниципальных образований и статусе муниципальных образований в Республике Крым».